# Borrego de Montemor-o-Novo
O Borrego de Montemor-o-Novo IGP é um produto de origem portuguesa com Indicação Geográfica Protegida pela União Europeia (UE) desde 21 de junho de 1996.
Os borregos são borregos puros e cruzados da raça Merino Branco.

## Agrupamento gestor
O agrupamento gestor da indicação geográfica protegida "Borrego de Montemor-o-Novo" é a ACOMOR - Agrupamento de produtores de Montemor-o-Novo.